# 신포로
신포로(新浦路)는 인천광역시 중구 항동6가에서 내동까지 이르는 인천광역시의 도로로, 총 연장은 0.94 km에 이른다. 또한 이 도로는 국도 제42호선, 국도 제46호선, 국도 제77호선, 국가지원지방도 제84호선, 국가지원지방도 제98호선 등의 일부를 이룬다. 도로명 고시가 결정되기 직전에는 이 도로가 개항로, 가름길 등으로 나뉘어 고시하였다.

## 유래
해당 도로명이 유래된 것은 해당 도로가 통과하고 있는 신포동에서 유래된 것으로 나와 있다.

## 통과하는 지자체
- 중구
  - 항동6가 - 해안동4가 - 중앙동4가 - 관동3가 - 신포동 - 송학동3가 - 내동

## 접촉하는 도로
- 인중로
- 제물량로
- 개항로
- 송학로[C]

## 주변에 있는 시설
- 유니클로 인천항동점
- 지수마린
- 대주중공업 (대주빌딩)
- NH농협은행 신포지점
- 신한은행 인천중앙금융센터
- 노스페이스 신포중앙점
- 신포스카이타워아파트
- 성신파크뷰아파트

## 비고
신포스카이타워아파트와 성신파크뷰아파트 사이의 중간 지점에 한하여 해당 도로가 계단에 의해 막혀 있다. 다만 이 도로를 직접 만날 수 없어 인천중부교회를 통해 신포로47번길을 진입, 인성다목적관까지 직진한 뒤 다시 우회전하여 홍예문로, 송학로19번길을 이용하여 역ㄷ자형으로 돌아가야 한다. 반면 도보의 경우 직선으로 이동 가능하며 시점에서 종점까지 걸어 와도 11분 걸린다.

## 연계 철도역
- 수도권 전철 수인·분당선 : 신포역